# Ryomův seznam
Ryomův seznam (německy Ryom-Verzeichnis (zkr. RV) je seznam skladeb italského hudebního skladatele Antonia Vivaldiho. Seznam byl zveřejněn roku 1973 dánským hudebním vědcem Peterem Ryomem a byl odbornou veřejností přijat jako zásadní seznam řazení Vivaldiho hudební tvorby.

## Principy
Základní Ryomův princip řazení skladeb Antonia Vivaldiho nespočívá v chronologickém pořadí vzniku, nýbrž v druhu, obsazení a tónině. U prvních 585 sebraných instrumentálních skladeb spočívá řazení na třech hierarchických rovinách, označených písmeny a číslovkami.